# 罗建伟
罗建伟（1982年2月9日—），是中国已退役的职业足球运动员，司职中场。
罗建伟曾随上海申花青年队赴巴西留学，但之后曾经因为教练写错了他的出生年份，而被中国足协处以禁赛两年的严厉处罚，延缓了他进入一线队的时间，最终也没有获得足够的出场机会。2006年初，罗建伟转会刚刚从上海搬迁到西安的西安国际。2007赛季开始，他并未被俱乐部列入一线队名单，也没有出现在转会名单，就此退役。

## 相关链接
- 申花三大腕压过YOYO拿到上岗证 小将意外落马[永久]
- 申花小将追忆辉煌年华 与卡卡同队被圣保罗力邀